# Spoorlijn Essen-Altenessen - Essen Nord
De spoorlijn Essen-Altenessen - Essen Nord was een Duitse spoorlijn en was als spoorlijn 2170 onder beheer van DB Netze.

## Geschiedenis
Het traject werd door de Cöln-Mindener Eisenbahn-Gesellschaft in fases geopend:
- Altenessen - Segeroth: 1 januari 1872
- Segeroth - Essen Nord: 15 oktober 1885

Het gedeelte tussen Altenessen en Essen-Krupp is sinds 31 mei 1987 gesloten. Het gedeelte van Essen-Krupp tot Essen Nord werd gesloten op 15 december 2002.

## Aansluitingen
In de volgende plaatsen is of was er een aansluiting op de volgende spoorlijnen:
Essen-Altenessen
DB 2173, spoorlijn tussen Essen-Stoppenberg en Essen-Altenessen
DB 2255, spoorlijn tussen Essen-Altenessen Rheinisch en Essen-Altenessen
DB 2277, spoorlijn tussen Oberhausen en Essen-Altenessen
DB 2650, spoorlijn tussen Keulen en Hamm
aansluiting Segeroth
DB 2178, spoorlijn tussen aansluiting Essen-Segeroth en Essen-Segeroth
Essen-Krupp
DB 2177, spoorlijn tussen Essen-Bergeborbeck en Essen Nord
Essen Nord
DB 2171, spoorlijn tussen Essen Nord en Essen-Stoppenberg
DB 2177, spoorlijn tussen Bergeborbeck en Essen Nord
DB 2505, spoorlijn tussen Krefeld en Bochum